# Lokstallarna

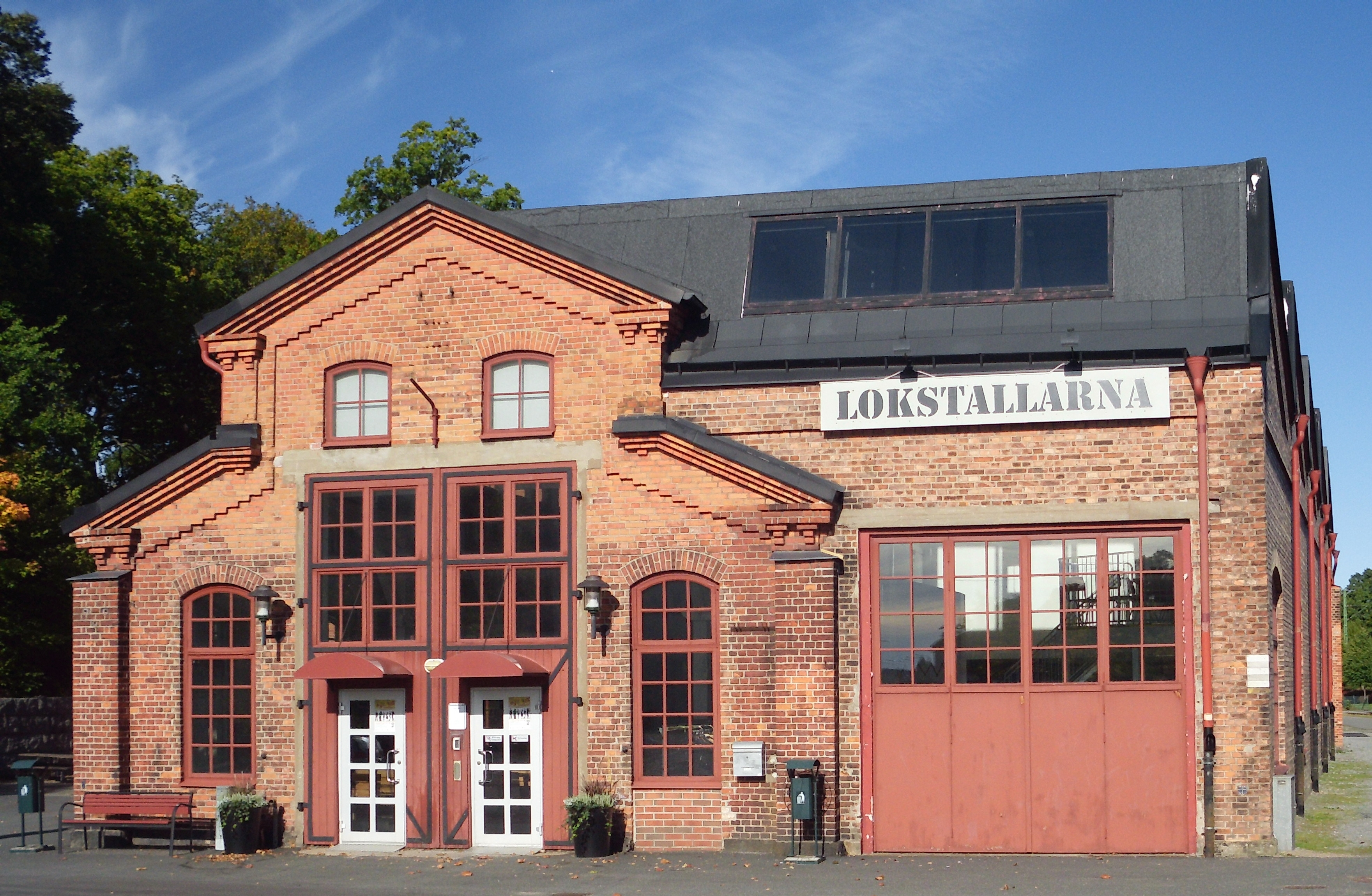
Lokstallarna, 2013.

Lokstallarna är en scenkonstbyggnad i Karlshamn. År 2018 inleddes arbetet med att bygga om Lokstallarna till en dansscen för Regionteatern Blekinge Kronoberg. Renoveringen slutfördes år 2022.